# Leukemie
Leukemie is een verzamelnaam voor verschillende vormen van kanker, van witte bloedcellen of leukocyten. Bij leukemie wordt het groeiproces van witte bloedcellen in het beenmerg, op een kwaadaardige manier veranderd: de voorloper-wittebloedcellen kunnen zich niet ontwikkelen tot rijpe witte bloedcellen. Daardoor kunnen ze hun taak, het lichaam beschermen tegen ziekteverwekkers, niet goed uitvoeren. Daarbij maakt het beenmerg bovendien veel te veel witte bloedcellen aan. De vele soorten leukemie hebben gemeen dat een van de (vele) typen witte bloedcellen is ontaard, en zich ongebreideld is gaan vermenigvuldigen.
De van het Oudgrieks afgeleide medische term leukemie, "wit bloed" (λευκός + αἷμᾰ), werd gemunt door de Duitse patholoog Virchow. Een buis bloed van een leukemiepatiënt vertoont vaak een witte "neerslag" van (leukemische) cellen.

## Epidemiologie
In Nederland overleden in 2019 in totaal 1.383 mensen aan leukemie, waarvan er 590 aan myeloïde leukemie en 330 aan lymfatische overleden. Dit getal is ongeveer gelijk gebleven sinds 2013.
Wereldwijd kregen 474.519 mensen de diagnose leukemie in 2020. Hiermee zorgt leukemie voor de hoogste sterfte onder patiënten met kanker, na long-, darm-, borst- en baarmoederhalskanker. Leukemie heeft de hoogste incidentie in Aziatische landen (48,6%), daarna volgt Europa (21,2%) en Noord-Amerika (14,3%). Daarnaast lijkt leukemie vaker voor de komen in landen met een zeer hoge Human Development Index (cumulatief risico van 0,78)

## Verschijningsvormen
Er worden twee karakteristieke verschijningsvormen van leukemie onderscheiden:
- acute leukemie, waarbij de kwaadaardige cellen onrijp zijn;
- chronische leukemie, die juist een opeenhoping van rijpe cellen vertoont.

Afhankelijk van het type witte bloedcel, kunnen acute en chronische leukemie verder onderverdeeld worden in een:
- lymfatische vorm; bij lymfatische leukemie ontstaan de leukemiecellen in de ontwikkeling van lymfoblast naar lymfocyt
- myeloïde vorm; bij myeloïde leukemie ontstaan leukemiecellen in de myeloïdelijn.

Bovenstaande indeling leidt tot vier hoofdsoorten van leukemie:
- acute lymfatische leukemie (ALL); veel bij kinderen en jongvolwassenen;
- acute myeloïde leukemie (AML); vooral tussen 20-40 jaar, en ouder dan 60 jaar;
- chronische lymfatische leukemie (CLL); vooral bij ouderen;
- chronische myeloïde leukemie (CML); vooral tussen 50 en 60 jaar.

| Cell type  | Acuut                            | Chronisch                             |
| ---------- | -------------------------------- | ------------------------------------- |
| Lymfatisch | Acute Lymfatische Leukemie (ALL) | Chronische Lymfatische Leukemie (CLL) |
| Myeloïde   | Acute Myeloïde Leukemie (AML)    | Chronische Myeloïde Leukemie (CML)    |

## Oorzaken
Leukemie wordt veroorzaakt door een mutatie in het DNA van een van de stamcellen, waarbij leukemie kan ontstaan zodra een oncogen of een tumorsuppressorgen wordt gemuteerd. Als gevolg van deze mutatie ontstaan snel delende cellen. Echter zijn deze cellen niet in staat om te differentiëren in volwassen bloedcellen, waardoor grote kolonies van ongedifferentieerde cellen tot stand komen. Deze kolonies verdrijven de gematureerde (normale, gerijpte) bloedcellen uit het beenmerg, met verschillende symptomen tot gevolg, bijvoorbeeld door een resulterend tekort aan bloedplaatjes.
Hoewel de precieze oorzaak van de eerste mutatie onbekend is, is er een aantal risicofactoren geïdentificeerd, die de kans op het ontwikkelen van leukemie verhogen:
- erfelijke aanleg, met veel gevallen van leukemie in de familie
- blootstelling aan ioniserende straling
- blootstelling aan bepaalde chemische stoffen, zoals benzeen en bestrijdingsmiddelen
- behandeling met bepaalde geneesmiddelen tegen kanker
- roken
- sommige vormen van leukemie lijken een verband te hebben met een infectie door bepaalde virussen
- er is een verband tussen consumptie van gerookt vlees en andere bewerkte vleesproducten en een verhoogd risico op leukemie bij kinderen.[5][6]
- het doormaken van osteomyelitis (beenmergontsteking) kan een voorspellende of causale factor zijn voor leukemie. Aangezien osteomyelitis een gevolg kan zijn van een open botbreuk, is er indirect dus ook een verband tussen het oplopen van zo'n breuk en het ontstaan van leukemie.[7]

## Klachten
De klachten bij leukemie kunnen verschillen. Bij acute leukemie zijn de klachten heel plotseling en worden snel erger als er geen behandeling is. Bij chronische leukemie kunnen klachten lang uitblijven en worden geleidelijk erger.

### Acute leukemie
Klachten bij acute leukemie komen door de grote hoeveelheid onrijpe witte bloedcellen in het beenmerg. Hierdoor is er minder plaats voor de vorming van rode bloedcellen en bloedplaatjes en kan er een tekort aan gezonde witte bloedcellen, rode bloedcellen en bloedplaatjes ontstaan.
Mogelijke klachten bij acute leukemie:
- bleek worden, door een tekort aan rode bloedcellen;
- moe en snel buiten adem zijn; ook door tekort aan rode bloedcellen;
- duizeligheid, door hetzelfde tekort;
- hartkloppingen;
- spontane bloedingen zoals van neus of tandvlees, door een tekort aan bloedplaatjes;
- snel blauwe plekken krijgen, door hetzelfde tekort;
- infecties die terugkeren of niet goed genezen, door een tekort aan gezonde, rijpe witte bloedcellen;
- koorts;
- periodes van hevig zweten tijdens de nacht;
- hoofdpijn;
- verminderde eetlust en hierdoor gewichtsverlies.

### Chronische leukemie
Chronische leukemie is lastiger te herkennen, doordat de klachten pas komen, als de leukemie zich vaak al een paar jaar in het lichaam bevindt.
De klachten van acute leukemie komen ook voor bij chronische leukemie.
Specifieke klachten bij chronische leukemie zijn:
- vol gevoel in de buik, door een zwelling van de milt en/of de lever.
- druk op de maag, door zwelling van  milt en/of lever.
- zwellingen van de lymfeklieren in de hals, de oksels en/of de liezen.

## Behandeling
Leukemie is niet operatief te genezen, omdat de ziekte door het hele lichaam verspreid is, zodat het chirurgisch weghalen van het zieke weefsel niet mogelijk is. Wel kan het op een andere manier behandeld worden. In een betrekkelijk hoog percentage van de gevallen is genezing te bereiken, of kan de progressie van de ziekte - soms tientallen jaren - worden vertraagd. Chronische myeloïde leukemie-patiënten worden sinds 2002 bij voorkeur behandeld met het medicijn Imatinib.
De behandeling bij leukemie kan variëren:
- chemotherapie: de leukemiecellen worden vernietigd met medicijnen. Chemotherapie kent veel bijwerkingen;
- signaaltransductie-remmers: worden gebruikt bij chronische myeloïde leukemie. Het remt het signaal dat leukemiecellen aanspoort om zich te vermenigvuldigen. Uiteindelijk sterven hierdoor de leukemiecellen;
- bestraling of radiotherapie: zorgt ervoor dat leukemiecellen zich niet verder delen en uiteindelijk doodgaan. De bestraling richt zich op de onrijpe witte bloedcellen.
- immunotherapie: leukemiecellen worden bestreden, door het toedienen van middelen die het immuunsysteem versterken. Immunotherapie wordt in combinatie met een andere behandeling gebruikt om de klachten te verminderen en het verloop van de ziekte te vertragen;
- beenmergtransplantatie: zieke beenmergcellen worden vervangen door gezonde beenmergcellen. Deze gezonde beenmergcellen kunnen afkomstig zijn van de patiënt zelf of van een donor;
- stamceltransplantatie: lijkt sterk op beenmergtransplantatie. Bij stamceltransplantatie worden gezonde stamcellen uit het bloed in de navelstreng van een pasgeborene of uit de bloedbaan van een volwassene  gehaald. Een stamceltransplantatie is minder ingrijpend dan een beenmergtransplantatie.

### Leukemie bij jonge kinderen
Bij jonge kinderen komt met name acute lymfatische leukemie voor, die in ongeveer 80% van de gevallen te genezen is. Dat heeft er met name mee te maken dat deze leukemie relatief gevoelig is voor antikankermedicijnen (chemotherapie). De behandeling van kinderen met leukemie wordt in Nederland gecoördineerd door de Stichting Kinderoncologie Nederland (SKION), het samenwerkingsverband van Nederlandse kinderarts-oncologen (Den Haag).

## Overdraagbaarheid en erfelijkheid
Als leukemie veel voorkomt in de familie, is de kans op leukemie hoger. Ook geldt voor sommige aangeboren afwijkingen dat zij de kans op leukemie verhogen. Maar er is niet vastgesteld dat leukemie erfelijk is.